# Nyssicostylus paraba
Nyssicostylus paraba là một loài bọ cánh cứng trong họ Cerambycidae.